# Рябушкина, Евгения Николаевна
Евгения Николаевна Рябушкина (3 июля 1931, Октябрьский район, Оренбургская область — 10 октября 2015) — доярка совхоза «Дружба» Оренбургского района Оренбургской области, Герой Социалистического Труда (1966).

## Биография
Родилась 3 июля 1931 года в селе Кузьминовка Октябрьского района Оренбургской области в семье крестьянина.
Окончила Янгизскую неполную среднюю школу Сакмарского района Чкаловской области.
В 1945 года вышла на работу в колхозе разнорабочей, с 1949 года — доярка на опытной станции, а с 1959 года в совхозе «Дружба» Оренбургского района Чкаловской (с декабря 1957 года — Оренбургской) области.
В 1965 году от каждой из 30 коров надоила 2750 килограммов молока. По итогам семилетнего плана (1959—1965 годы) вышла на одно из первых мест в области.
Указом Президиума Верховного Совета СССР от 22 марта 1966 года за достигнутые успехи в развитии животноводства, увеличении производства и заготовок молока Рябушкиной Евгении Николаевне присвоено звание Героя Социалистического Труда с вручением ордена Ленина и золотой медали «Серп и Молот».
За годы восьмой пятилетки (1966—1970 годы) от фуражной коровы ею получено по 3200 килограммов молока.
С 1974 года — на пенсии. Жила в Оренбурге.
С 2013 года — член Совета старейшин при губернаторе Оренбургской области.
Избиралась членом Оренбургского обкома КПСС и ВЦСПС.
Умерла 10 октября 2015 года. Похоронена на кладбище посёлка Кушкуль Оренбургского района.

## Награды
- Герой Социалистического Труда (1966)
- Орден Ленина (1966)
- медали ВДНХ СССР